# Ali Farka Touré : Ça coule de source
Pour plus de détails, voir Fiche technique et Distribution.
Ali Farka Touré : Ça coule de source est un film documentaire réalisé en 1999 par Henri Lecomte et Yves Billon. Il retrace la carrière du chanteur et musicien malien Ali Farka Touré.

## Synopsis
De la guitare électrique au petit violon monocorde des paysans songhays, l’art d’Ali Farka Touré est multiforme. Une caméra très mobile suit le premier Africain à avoir reçu un Grammy Award. De concerts à Bamako aux cultes de possession dédiés aux « génies du fleuve », en passant par les campements touaregs ou la ville mystérieuse de Tombouctou, nous découvrons tout à la fois, par le commentaire d’Ali, la splendide région de la boucle du Niger et un individu remarquable, qui concilie une carrière de musicien international et de cultivateur dans son village.

## Fiche technique
- Titre : Ali Farka Touré : Ça coule de source
- Réalisateur : Henri Lecomte et Yves Billon
- Production : CNPC Mali, Les Films du village, Mezzo, RFO, Zaradoc
- Son : Philippe Chesneau
- Montage : Soazig Chappedelaine
- Langue : anglais, espagnol, français
- Format : Digital Betacam
- Genre : documentaire
- Durée : 52 minutes
- Date de réalisation : 1999